# CAR SONGS OF THE YEARS
『CAR SONGS OF THE YEARS』（カー・ソングス・オブ・ザ・イヤー）は、奥田民生によるコンセプト・アルバム。2001年1月11日発売。発売元はソニーレコード。

## 解説
「車」にまつわる曲を集めた編集盤。既発曲のほか新曲やユニコーン、PUFFYのセルフカバーも収録されている。

## 収録曲
| 全作詞・作曲: 奥田民生（特記を除く）。 |                                          |                        |                        |      |
| #                                      | タイトル                                 | 作詞                   | 作曲・編曲             | 時間 |
| 1.                                     | 「ガソリンガタリン」                     | 奥田民生（特記を除く） | 奥田民生（特記を除く） | 4:50 |
| 2.                                     | 「車カー」                               | 奥田民生（特記を除く） | 奥田民生（特記を除く） | 5:42 |
| 3.                                     | 「トランスワールド」                     | 奥田民生（特記を除く） | 奥田民生（特記を除く） | 4:28 |
| 4.                                     | 「And I Love Car」                       | 奥田民生（特記を除く） | 奥田民生（特記を除く） | 1:33 |
| 5.                                     | 「イージュー★ライダー」                  | 奥田民生（特記を除く） | 奥田民生（特記を除く） | 3:56 |
| 6.                                     | 「ルート2」                              | 奥田民生（特記を除く） | 奥田民生（特記を除く） | 4:34 |
| 7.                                     | 「月を超えろ」                           | 奥田民生（特記を除く） | 奥田民生（特記を除く） | 3:10 |
| 8.                                     | 「SUNNY」(作詞・作曲：Bobby Hebb)        | 奥田民生（特記を除く） | 奥田民生（特記を除く） | 3:36 |
| 9.                                     | 「サーキットの娘」                       | 奥田民生（特記を除く） | 奥田民生（特記を除く） | 2:59 |
| 10.                                    | 「日曜日の娘」                           | 奥田民生（特記を除く） | 奥田民生（特記を除く） | 3:43 |
| 11.                                    | 「2 CARS」(作詞・作曲：井上陽水奥田民生) | 奥田民生（特記を除く） | 奥田民生（特記を除く） | 4:30 |
| 12.                                    | 「ターボ意味無し」                       | 奥田民生（特記を除く） | 奥田民生（特記を除く） | 4:13 |
| 13.                                    | 「あくまでドライブ」(LIVE)               | 奥田民生（特記を除く） | 奥田民生（特記を除く） | 8:17 |
| 合計時間:                              | 合計時間:                                | 55:31                  |                        |      |

### 曲解説
1. ガソリンガタリン
新曲だが1999年のライブツアー「CANNONBALL」で既に披露されていた。
2. 車カー
新曲だが1999年のライブツアー「CANNONBALL」で既に披露されていた。
3. トランスワールド
新曲。
4. And I Love Car
新曲。タイトルの元ネタはビートルズの「And I Love Her」。8年後の2009年、ソニー損保のCMソング（「クルマと人と」篇）[1][2]、18年後の2019年、Honda「FIT」のCMソング[3][4]に起用、また、2021年には同車種のCMにアコースティックバージョンを提供、同年7月18日に配信が開始された。
5. イージュー★ライダー
6thシングル。
6. ルート2
アルバム『29』収録曲。曲前のカウントが収録されており一応別バージョンということになる。
7. 月を超えろ
9thシングル。オリジナル・アルバムには未収録の曲。PV監督は板屋宏幸。
8. SUNNY
アルバム『30』のシークレットトラック。ボビー・ヘブのカバー。
歌詞の内容はまったく車に関係無いが、タイトルが日産・サニー[5] を思い起こさせるからという理由で収録された。
9. サーキットの娘
PUFFYへの提供曲のセルフカバー。
10. 日曜日の娘
PUFFYへの提供曲のセルフカバー。
11. 2 CARS
井上陽水奥田民生のアルバム『ショッピング』収録曲。
12. ターボ意味無し
ユニコーン時代の曲を弾き語りでセルフカバー。アルバム『ヒゲとボイン』収録。
13. あくまでドライブ (LIVE)
（作詞・作曲：奥田民生）
アルバム『股旅』収録曲のライブ音源。2000年2月19日　札幌ペニー・レーンでの収録。
14. イージュー★ライダー'97 (LIVE) (6:07)
2枚組アナログ盤のみの収録。アルバム『股旅』収録曲のライブ音源。2000年2月19日　札幌ペニー・レーンでの収録。